# Vražogrnci
Vražogrnci (cyr. Вражогрнци) – wieś w Serbii, w okręgu rasińskim, w gminie Aleksandrovac. W 2011 roku liczyła 267 mieszkańców.